# RS-801
Pour les articles homonymes, voir Route 801.
La RS-801 est une route locale du Nord-Ouest de l'État du Rio Grande do Sul qui relie la RS-330, depuis le territoire de la municipalité de Chapada, à la BR-386, sur ce lui de la commune d'Almirante Tamandaré do Sul. Elle est longue de 24,510 km et dessert ces deux seules communes.